# Walther J. Habscheid
Walther Jakob Habscheid (* 6. April 1924 in Wittlich; † 20. September 2015) war ein deutscher Jurist, Hochschullehrer und Rektor der Universität Würzburg.

## Leben
Habscheid entstammte einer Friseurmeister-Familie. 1934 wurde er Pimpf im Jungvolk, gleichzeitig auch Messdiener in Wittlich. Ab 1937 besuchte er die Cusanus-Oberschule Wittlich und absolvierte zu Ostern 1942 sein Abitur. Als Kriegsfreiwilliger trat er in die Marine ein. Er wurde später zu sechs Wochen verschärftem Arrest wegen Zersetzung der Wehrkraft verurteilt. Kurz vor Kriegsende geriet er noch in Italien in Kriegsgefangenschaft; am 16. Juli 1945 wurde Habscheid entlassen.
Nach seiner Heimkehr hatte er Interesse an einem Studium der katholischen Theologie, studierte dann aber ab 1945 Rechtswissenschaften an der Rheinischen Friedrich-Wilhelms-Universität Bonn. Einer seiner Kommilitonen war Hans Brox. Er pflegte eine Bekanntschaft mit Friedrich Wilhelm Bosch. Seine Lehrer waren Richard Thoma, Wolfgang Kunkel, Karl Theodor Kipp, Ernst Friesenhahn, Hellmuth von Weber, Walter Schmidt-Rimpler und Hermann Mosler. 1948 legte er das erste juristische Staatsexamen (gut) ab. 1950 wurde er wissenschaftlicher Assistent an der Bonner Universität. Nach seiner Promotion zu einem prozessrechtlichen Thema (1951) und dem zweiten juristischen Staatsexamen (1952) arbeitete er für kurze Zeit als Rechtsanwalt in Trier, ehe er sich 1955 bei Friedrich Wilhelm Bosch mit der Schrift Der Streitgegenstand im Zivilprozess und im Streitverfahren der freiwilligen Gerichtsbarkeit habilitierte. 1955 wurde er als Privatdozent an der Bonner Universität tätig und hatte eine Lehrstuhlvertretung in Marburg inne. 1956 übernahm er auch eine Lehrstuhlvertretung in Münster. 1957 stellte er einen Antrag auf Umhabilitierung an die Universität Münster und war als beamteter Dozent tätig.
Mit Vermittlung durch Hermann Conrad und Erich-Hans Kaden und unter Befürwortung durch Leo Rosenberg erhielt er 1958 einen Ruf an die Universität Genf, wo er zunächst als außerordentlicher Professor und von 1961 bis 1986 als ordentlicher Professor wirkte. Er wurde in Genf 1986 emeritiert und zum professeur honoraire ernannt.
Zusätzlich war er von 1961 bis 1983 Inhaber des Lehrstuhls für Zivilrecht, Prozessrecht und Rechtsvergleichung an der Universität Würzburg; 1968/69 war er Rektor der Universität. Von 1981 bis 1983 hatte er die Präsidentschaft der Dekankonferenz der juristischen Fakultäten in Deutschland inne. 1983 wechselte er an die Universität Zürich, wo er bis zu seiner Emeritierung im Jahr 1991 lehrte.
1984 wurde er zum Generalsekretär des Institut International de droit judiciaire sowie zum korrespondierenden Mitglied des Institut universitaire de droit judiciaire de Belgique gewählt. Er war Präsident der Wissenschaftlichen Vereinigung für Internationales Verfahrensrecht (1978–1989, Ehrenpräsident seit 1989). Er war Generalsekretär der International Association Procedural Law (1983–1995, Ehrenvizepräsident seit 1995).
1988 wurde er zum Vizepräsidenten des Verwaltungsgerichts der Bank für Internationalen Zahlungsausgleich, Basel, berufen.
Ab 1992 war Habscheid als Rechtsanwalt in München – unter anderem für das Schweizerische Bundesgericht – tätig.
Walter Habscheid war der Sohn aus der Ehe von Anton Habscheid und Anna-Maria, geb. Otto. Er war mit der Augsburgerin Eleonore E. Finsterwalter († 2006) verheiratet und lebte zuletzt in Roth; aus der Ehe gingen drei Kinder hervor.

## Wirken
Habscheids wissenschaftliche Schriften befassen sich vor allem mit dem Zivilprozessrecht und der Rechtsvergleichung. Er war der Begründer der Lehre vom zweigliedrigen Streitgegenstand im Zivilprozess.
Seine Hauptlehr- und -forschungsgebiete waren das Zivilprozessrecht, die freiwillige Gerichtsbarkeit, das Konkurs- und Vergleichsrecht, das bürgerliche Recht, das Schuldbetreibungsrecht und die Rechtsvergleichung.

## Ehrungen und Auszeichnungen
- Bayerischer Verdienstorden (1973)
- Ehrendoktorwürde der französische Universität Caen (1974)
- Ehrenmitgliedschaft Colegio de Abogados y Abogadas de Costa Rica (1984)
- Bundesverdienstkreuz I. Klasse des Verdienstordens der Bundesrepublik Deutschland (1984)
- Offizierskreuz des französischen Ordre des Palmes Académiques (1984)
- Ehrendoktorwürde der griechischen Demokrit-Universität Thrakien in Komotini (1985)
- professeur honoraire der Universität Genf (1986)
- Ehrenvorsitzender der Wissenschaftlichen Vereinigung für Internationales Prozessrecht
- Ehrenpräsident der Wissenschaftlichen Vereinigung für Internationales Verfahrensrecht (1989)
- Aufnahme in die Academia Europaea (1989)[5]
- Ehrenvizepräsident der International Association Procedural Law (1995)
- Aufnahme in die Europäische Akademie der Wissenschaften und Künste
- Aufnahme in die Académie de droit comparé Paris (Korrespondierendes Mitglied)
- Aufnahme in die Accademia Peloritana dei Pericolanti Messina (Korrespondierendes Mitglied)

## Schriften (Auswahl)
- Rechtsstaatliche Aspekte des internationalen Schiedsverfahrens mit Rechtsmittelverzicht nach dem IPR-Gesetz, 1988
- Schweizerisches Zivilprozess- und Gerichtsorganisationsrecht, Basel 1986 (Lehrbuch)
- Freiwillige Gerichtsbarkeit, ein Studienbuch, Beck, München, 4. Aufl. 1962 bis 7. Aufl. 1983, ISBN 3-406-08198-3 (Lehrbuch, begründet 1957 von Friedrich Lent)
- Der Streitgegenstand im Zivilprozess und im Streitverfahren der freiwilligen Gerichtsbarkeit, Deutscher Heimat-Verlag, Bielefeld 1956, DNB 451750772 (Habilitationsschrift Universität Bonn 1953).
- Die Wiederholung der abgewiesenen Heimtrennungsklage (§ 48 Ehe G). Ein Beitrag zur Lehre von Rechtskraft und Präklusion im Eheprozess, Kessler, Mannheim 1953, DNB 451750780 (Dissertation Rheinische Friedrich-Wilhelms-Universität Bonn, Rechts- und staatswissenschaftliche Fakultät, 20. Februar 1951 DNB 480826080.